# Болгарский национальный фронт
Болгарский национальный фронт (болг. Български национален фронт) — антикоммунистическая организация болгарской националистической эмиграции, созданная бывшими членами Союза болгарских национальных легионов. Действовал в ряде стран Европы, Америки и Австралии. Активно выступал за свержение коммунистического режима НРБ. Характеризовался как ультраправая организация. После 1990 развернул политическую деятельность в Болгарии.

## Фронт в эмиграции: антикоммунистический радикализм

### Основание
Болгарский национальный фронт был учреждён в 1947 в Мюнхене группой болгарских антикоммунистических эмигрантов во главе с Иваном Дочевым. Большинство учредителей ранее являлись членами Союза болгарских национальных легионов (некоторые сотрудничали с нацистской Германией) и Народного социального движения Александра Цанкова.
Ближайшими соратниками Ивана Дочева были Георгий Паприков, Ангел Тодоров, Ангел Гандерский, Александр Любенов, Димитр Вылчев, Христо Попов, Георгий Лазаров. Все они состояли в Легионах и студенческих организациях Дочева, все они, как и Дочев были заочно приговорены в НРБ к смертной казни.

### Структура
Отделения БНФ были созданы в США, Канаде, ФРГ, Австрии, Италии, Турции, Австралии, странах Южной Америки. Тесные связи поддерживались с Союзом болгарской национальной эмиграции в Риме и Болгарским национальным движением в Западном Берлине. В 1951 штаб-квартира БНФ переместилась из ФРГ в Канаду. С 1959 начался выпуск журнала БНФ Свобода (в Торонто), затем стал выходить журнал Борба (в Чикаго).
Организация пережила несколько расколов. Наиболее серьёзным был конфликт 1959 между сторонниками Ивана Дочева и группой Христо Статева, в результате которого возникли самостоятельные Български национален фронт — Борба (Дочев) и Български национален фронт — Свобода (Статев). В итоге структуру БНФ в целом сохранили за собой сподвижники Дочева.
С момента основания во главе Болгарского национального фронта стоял Иван Дочев (хотя некоторое время формально первым лицом являлся Христо Статев). По достижении 75-летнего возраста в 1981 Дочев уступил председательство Георгию Паприкову. После кончины Паприкова в 1984 председателем БНФ был избран Александр Дерводелский. При этом Иван Дочев оставался бесспорным политическим лидером БНФ вплоть до своей кончины в 2005.

### Идеология
С 1958 организационно-политический центр переместился в США. БНФ представлял Болгарию в Антибольшевистском блоке народов (впоследствии Дочев вышел из руководства АБН из-за разногласий с Ярославом Стецько) и Всемирной антикоммунистической лиге. Болгарские антикоммунисты активно работали и на Радио «Свободная Европа».
Несмотря на происхождение из ультраправых Легионов, БНФ заметно эволюционировал в общедемократическом направлении. Программа предусматривала свержение коммунистического режима НРБ и восстановление Тырновской конституции, гарантировавшей гражданские и политические свободы. В целом идеология основывалась на национализме и антикоммунизме. «Вашингтонская декларация» Болгарского национального фронта, принятая в 1963, провозглашала непримиримую борьбу за свержение диктатуры БКП.

### Активность
Консервативные круги болгарской эмиграции негативно относились к Болгарскому национальному фронту, считая его радикальной популистской организацией и обвиняя в фашизме. Однако БНФ установил отношения сотрудничества с крайне правым крылом Республиканской партии США. В 1984 Дочев и его организация активно поддерживали Рональда Рейгана на президентских выборах.
Из публичных акций Болгарского национального фронта наиболее масштабны были протесты 1971 в Торонто против визита Алексея Косыгина, митинг 1976 в Оттаве, ежегодные мероприятия 9 сентября.

## Фронт в Болгарии: антиолигархический популизм

### Организация
После падения коммунистического режима Болгарский национальный фронт возобновил свою деятельность в Болгарии. В 1991 на родину вернулся Иван Дочев, до своей кончины в 2005 остававшийся почётным председателем БНФ. Организация поддерживала Союз демократических сил и президента Желю Желева, затем Национальное движение за стабильность и подъём Симеона II. Сложные отношения — от союзных до конкурентных — связывают БНФ с консервативно-националистическим Болгарским демократическим форумом.
Сохранились зарубежные представительства БНФ. В Чикаго базируется Центральное правление организации. Председателем Болгарского национального фронта с 1984 является Александр Дерводелский. В Болгарии организационным центром выступает издание Борба, официальным представителем Центрального правления БНФ является Гошо Спасов. Болгарская штаб-квартира БНФ расположена в Белово.

### Доктрина
Болгарский национальный фронт выступает с позиций крайне правой национал-демократии. Существующая в Болгарии политическая система рассматривается БНФ как мимикрировавший режим БКП, основные политические партии — как марионетки посткоммунистической элиты. Выдвигается лозунг антиолигархического национального восстания:

67 лет назад иностранные захватчики и их прислужники в Болгарии повели родину к пропасти. После 1989 года Коммунистическая партия преобразовала политическую власть в экономическую и продолжает разрушать Болгарию.
Сегодня мы переживаем моральный, демографический и социальный кризис.

РОДИНА ЗОВЁТ ТЕБЯ!

Восстанем против коммунистических олигархов!

Восстанем против социальной несправедливости!

Восстанем против обезболгаривания!

Восстанем против всех, чья единственная цель — богатеть на народном горбу!

За работу для молодых!

За достойную заработную плату!

За достойную старость!

За будущее наших детей!

## Фронт, Инк
В 1990—2000-х крайние шовинисты неоднократно пытались создать организации под названием «Болгарский национальный фронт». В ряде случаев инициаторы таких попыток критиковали БНФ и Дочева — бывшего легионера, лично знакомого с Гитлером — за излишний демократизм, недостаточный национализм (Дочев выражал симпатии к турецкой общине Болгарии) и связь с «еврейской мафией».
С другой стороны, за «фашистский» уклон критиковал Дочева и БНФ бывший видный деятель организации, участник Горянского движения профессор Спас Райкин. С ещё более резкой критикой выступают левые активисты. Полемика завязывается резкая, поскольку для выступлений БНФ также характерен агрессивно-атакующий стиль.
Во избежание недоразумений Болгарский национальный фронт, основанный Иваном Дочевым, стал именоваться Българския национален фронт, Инк..